# Nghi Lâm
Nghi Lâm là một xã thuộc huyện Nghi Lộc, tỉnh Nghệ An, Việt Nam.

## Địa lý
Xã Nghi Lâm nằm ở phía tây của huyện Nghi Lộc, chỉ cách trung tâm huyện khoảng 15 km, có vị trí địa lý:
Theo thống kê năm 2015, xã có diện tích 24,08 km², dân số là 9.108 người, mật độ dân số đạt 378 người/km².

## Hành chính
Xã Nghi Lâm được chia thành 22 xóm theo năm 2018 và 12 xóm theo thống kê năm 2021
Nghi Lâm có đầy đủ trường học, chợ và là nơi có nhiều dự án quy mô